# Валле (Атлантическая Луара)
Валлет (фр. Vallet) — коммуна на западе Франции, находится в регионе Пеи-де-ла-Луар, департамент Атлантическая Луара, округ Нант, центр кантона Валле. Расположена в 25 км к востоку от Нанта. По территории коммуны проходит национальная автомагистраль N249. 
Население (2017) — 9 015 человек.

## Достопримечательности
- Церковь Нотр-Дам 1869-1875 годов в стиле неоготика стиле, построенная на месте средневековой церкви
- Шато Ноэ Бель-Эр начала XIX века в стиле неоренессанс
- Шато Клере XIX века
- Шато Ботиньер

## Экономика
Структура занятости населения:
- сельское хозяйство — 5,5 %
- промышленность — 17,1 %
- строительство — 11,3 %
- торговля, транспорт и сфера услуг — 43,6 %
- государственные и муниципальные службы — 22,5 %

Уровень безработицы (2016 год) — 8,6 % (Франция в целом — 14,1 %, департамент Атлантическая Луара — 11,9 %). 

Среднегодовой доход на 1 человека, евро (2016 год) — 21 496 (Франция в целом — 20 809, департамент Атлантическая Луара — 21 548).

## Демография
Динамика численности населения, чел.

## Администрация
Пост мэра Валле с 2014 года занимает Жером Марше (Jérôme Marchais). На муниципальных выборах 2020 года возглавляемый им центристский блок одержал победу в 1-м туре, получив 64,23 % голосов.
| Период | Период | Фамилия       | Партия                                                   | Примечания                               |
| ------ | ------ | ------------- | -------------------------------------------------------- | ---------------------------------------- |
| 1971   | 1983   | Андре Барре   |                                                          |                                          |
| 1983   | 1995   | Антуан Гибо   | Разные правые                                            |                                          |
| 1995   | 2008   | Поль Далон    | Союз за французскую демократию Союз за народное движение | член Регионального совета Пеи-де-ла-Луар |
| 2008   | 2014   | Николь Лакост | Разные левые                                             | профессор экономики                      |
| 2014   |        | Жером Марше   | Союз за народное движение Республиканцы Разные центристы | менеджер торгового сайта                 |

## Города-побратимы
- Ольстер, Великобритания
- Сан-Асенсио, Испания
- Санту-Амару, Португалия

## Прочее
Валле является центром производства белого вина Мюскаде. Слегка измененное название фирменного вина дало название музыкальному фестивалю тяжелого рока Мюскадет (фр. Muscadeath), который проводится в Валле ежегодно в сентябре.

## Галерея

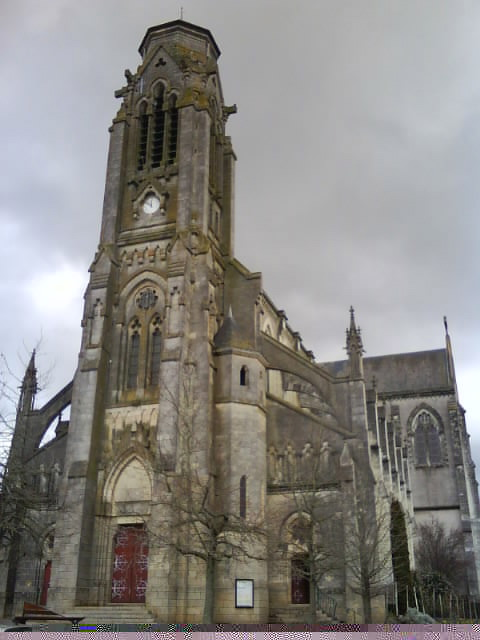
Церковь Нотр-Дам
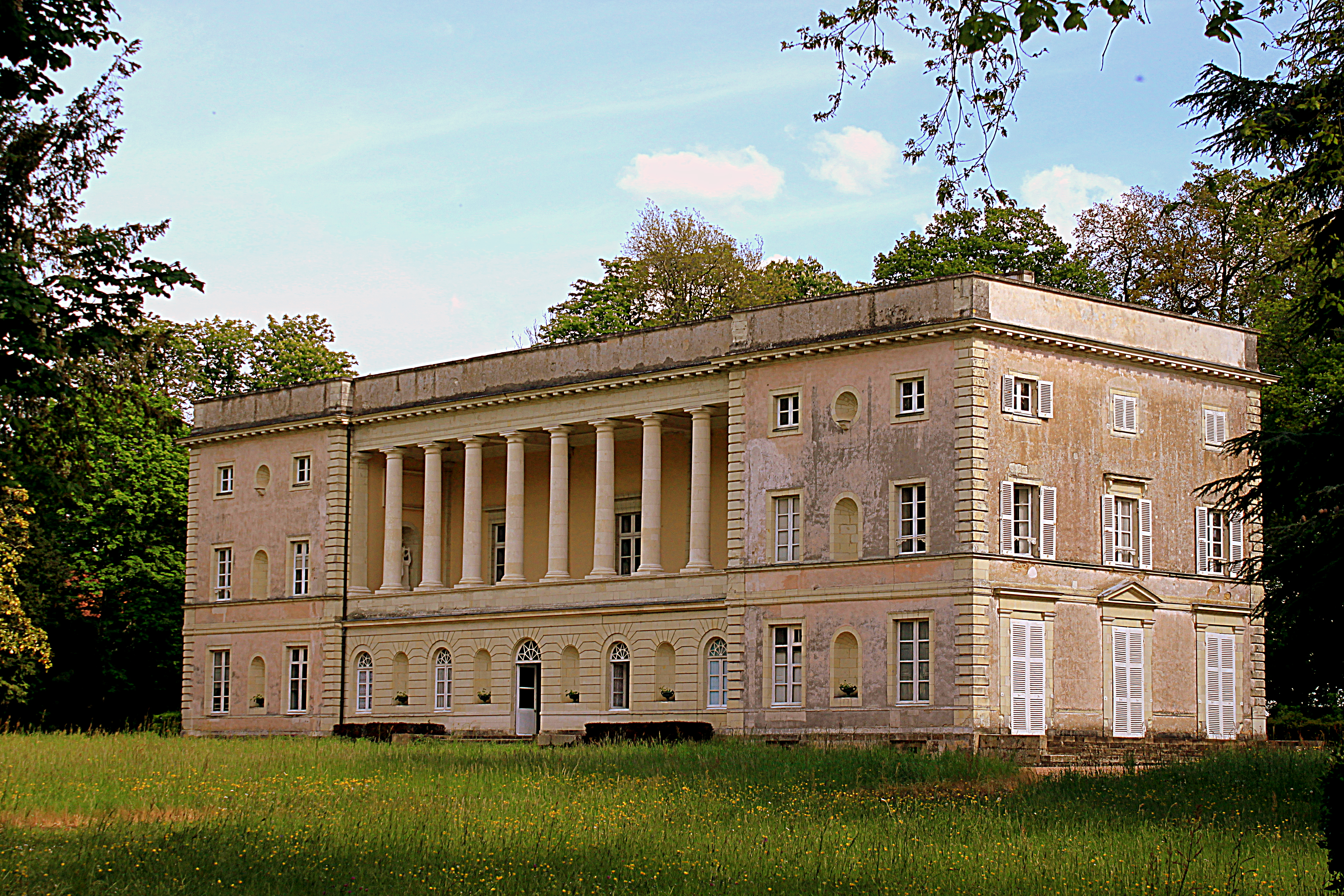
Шато Ноэ Бель-Эр